# Spezifische Bahnenergie
Die spezifische Bahnenergie {\displaystyle \epsilon } ist eine physikalische Erhaltungsgröße in der Himmelsmechanik. Sie ist definiert als die Energie, die ein Körper auf einer Umlaufbahn um einen anderen Körper hat, normiert auf die reduzierte Masse des Systems und hat daher die SI-Einheit m2·s−2. Im Rahmen des Zweikörperproblems, das als mathematisch lösbares Modell der Himmelsmechanik dient, ist die spezifische Bahnenergie ein Charakteristikum der Bahn, die der Körper durchläuft und unabhängig von seinen sonstigen Eigenschaften. Insbesondere geht seine Masse nur in Form der Gesamtmasse des Systems in die spezifische Bahnenergie ein. Die Eigenschaft als Erhaltungsgröße folgt aus dem Energieerhaltungssatz, der besagt, dass die Summe aus kinetischer Energie  und potentieller Energie im Gravitationspotential konstant ist. 

## Mathematische Formulierung
Die spezifische Bahnenergie eines Körpers lautet per Definition
{\displaystyle \epsilon ={\frac {1}{2}}v^{2}-{\frac {Gm_{\text{ges}}}{r}}}
mit dem Abstand der beiden Körper {\displaystyle r}, dem Betrag der Relativgeschwindigkeit zwischen den Körpern {\displaystyle v}, der Gesamtmasse des Systems {\displaystyle m_{\text{ges}}} und der Gravitationskonstanten {\displaystyle G}. Da die Lösungen der Bahnen, auf denen sich ein Körper in der Himmelsmechanik bewegen kann, die Keplerbahnen und somit geometrisch Kegelschnitte sind und da im Gravitationspotential Drehimpulserhaltung gilt, kann die spezifische Bahnenergie durch die große Halbachse {\displaystyle a} dieser Kegelschnitte ausgedrückt werden. Es gilt:
{\displaystyle \epsilon =-{\frac {Gm_{\text{ges}}}{2a}}}
In dieser Form ist die Eigenschaft als Erhaltungsgröße manifest, da in der spezifischen Bahnenergie keine zeitabhängigen Variablen mehr vorkommen. Für gebundene Bahnen, das heißt Ellipsen und Kreise, ist die große Halbachse positiv und die spezifische Bahnenergie daher negativ. Je weiter entfernt ein Körper das Zentralgestirn umläuft, desto größer wird die spezifische Bahnenergie. Ist sie gleich Null, dann handelt es sich bei der Bahn um eine Parabel mit unendlicher großen Halbachse und die beiden Körper können sich beliebig weit voneinander entfernen. Für Hyperbelbahnen ist die große Halbachse negativ und die spezifische Bahnenergie positiv; auch diese Bahnen sind ungebunden. 
Durch das Gleichsetzen der beiden Formulierungen für die spezifische Bahnenergie ergibt sich die Vis-Viva-Gleichung
{\displaystyle v^{2}=Gm_{\text{ges}}\left({\frac {2}{r}}-{\frac {1}{a}}\right)}

## Beispiele
| Umlaufbahn                                                                  | Abstand von Zentrum zu Zentrum | Höhe über der Erdoberfläche | Bahngeschwindigkeit                               | Umlaufzeit               | Spezifische Bahnenergie |
| --------------------------------------------------------------------------- | ------------------------------ | --------------------------- | ------------------------------------------------- | ------------------------ | ----------------------- |
| Auf der Erdoberfläche am Äquator stehend (Vergleichswert, keine Umlaufbahn) | 6 378 km                       | 0 km                        | 465,1 m/s                                         | 1 Tag (24h)              | −62,6 MJ/kg             |
| Umlaufbahn auf Höhe der Erdoberfläche (Äquator)                             | 6 378 km                       | 0 km                        | 7,9 km/s                                          | 1 h 24 min 18 sec        | −31,2 MJ/kg             |
| Niedrige Erdumlaufbahn                                                      | 6 600 bis 8 400 km             | 200 bis 2000 km             | Kreis: 6,9 bis 7,8 km/s Ellipse: 6,5 bis 8,2 km/s | 1 h 29 min bis 2 h 8 min | −29,8 MJ/kg             |
| Molnija-Orbit                                                               | 6 900 bis 46 300 km            | 500 bis 39 900 km           | 1,5 bis 10,0 km/s                                 | 11 h 58 min              | −4,7 MJ/kg              |
| Geostationäre Umlaufbahn                                                    | 42 000 km                      | 35 786 km                   | 3,1 km/s                                          | 23 h 56 min              | −4,6 MJ/kg              |
| Mondbahn                                                                    | 363 000 bis 406 000 km         | 357 000 bis 399 000 km      | 0,97 bis 1,08 km/s                                | 27,3 Tage                | −0,5 MJ/kg              |

## Bahnenergie in der allgemeinen Relativitätstheorie
Für eine kleine Masse im Orbit um eine große nichtrotierende Masse gilt die Schwarzschild-Metrik; die Erhaltungsgröße der Gesamtenergie setzt sich aus
{\displaystyle -E=mc^{2}+E_{\rm {kin}}+E_{\rm {pot}}}
also der Ruhe-, der kinetischen und der potentiellen Energie zusammen, wobei
{\displaystyle E_{\rm {kin}}={\frac {mc^{2}}{\sqrt {1-v^{2}/c^{2}}}}-mc^{2}\ } und {\displaystyle \ E_{\rm {pot}}={\frac {mc^{2}\ {\sqrt {1-r_{\rm {s}}/r}}-mc^{2}}{\sqrt {1-v^{2}/c^{2}}}}}.
Damit ergibt sich die spezifische Bahnenergie
{\displaystyle \epsilon =-c^{2}\ {\sqrt {\frac {1-r_{\rm {s}}/r}{1-v^{2}/c^{2}}}}+c^{2}}
mit {\displaystyle r_{\rm {s}}=2GM/c^{2}}. Für die Bahn um eine stark rotierende dominante Masse muss die Kerr-Metrik angewendet werden.